# فيرينزولا
فيرينزولا هي كومونا (مقاطعة) في مدينة فلورنسا الحضرية في منطقة توسكانا الإيطالية، وتقع على بعد حوالي 40 كيلومترا (25 ميل) شمال شرق فلورنسا.

## نبذة
تقع فيرينزولا على حدود المقاطعات التالية: باربيرينو دي موجيلو، بورجو سان لورينزو، كاستل ديل ريو، كاستيغليون دي بيبولي، مونغيدورو، مونتيرينزيو، بالازوولو سول سينيو، سان بينيديتو فال دي سامبرو، سكاربيريا.
ولد الفقيه جيوفاني دي أندريا في العصور الوسطى في فرازيون ريفريدو حوالي عام 1270.

## تاريخ
فيرينزولا هي واحدة من أكبر الكومونات (المقاطعات) في ما يسمى «توسكان رومانيا»، تشمل أراضيها الوادي الجبلي لنهر سانتيرنو، وراء جبال الأبنين.
جذبت المدينة انتباه القوى المحلية مثل فلورنسا بسبب موقعها الاستراتيجي الذي يحرس الطريق الذي يربط فلورنسا ببولونيا، في منطقة كانت حتى ذلك الحين في أيدي عائلة أوبالديني، والتي كانت معادية لجمهورية فلورنسا، وسمى جيوفاني فيلاني فيرينزولا بهذا الاسم، والذي يعني «فلورنسا الصغيرة» واقترح الزنبق كرمز لها (رمز لكومونة فلورنسا) ونصف صليب (رمز للشعب)، حيث تبدو خطة المدينة، التي رسمها مهندسوا الجمهورية، الذين خططوا لها في عام 1350 (تعيين الحجر الأول في عام 1332)، ومشابهة ل «الأراضي الجديدة» في أواخر القرن 13، وبداية القرن 14 في منطقة فالدارنو العليا، مع الجدران والقلعة العظيمة التي وهبت مع البرج في عام (1371)و سمة أخرى لهذه «المدينة المثالية» الصغيرة في أواخر العصور الوسطى هي وجود الأروقة التي تشمل جميع الأجزاء الرئيسة من وسط المدينة.
خلال الحرب العالمية الثانية تم عبور الجبال في المنطقة من قبل الخط القوطي، وهو الخط الدفاعي الذي وضعته القوات الألمانية لمواجهة تقدم جيوش الحلفاء، في 17 سبتمبر 1944، بعد اشتباكات طويلة ودموية، وكسر الحلفاء الخط القوطي، مع غزو جبل ألتوزو، بجوار ممر جيوغو. كانت فيرينزولا قد دمرت بالكامل بالفعل بسبب قصف الحلفاء في 12 سبتمبر 1944، وفي ذكرى الجنود القتلى والتحذير للأجيال القادمة، هناك مقبرتان: «المقبرة الألمانية» (عند ممر فوتا)، التي خطط لها المهندس المعماري أويسترين، والتي تحرس أكثر من 31000 جندي من الفيرماخت، و «مقبرة حرب وادي سانتيرنو»، بالقرب من القرية المسماة كونيال، والتي تحتوي على حوالي 300 جثة من الحلفاء من أصول مختلفة.
بدأت إعادة بناء فيرينزولا على الفور بمجرد انتهاء الحرب، وتم تدمير ثمانية وتسعين في المائة من المنطقة المأهولة بالسكان، بحيث أعلنت محافظة فلورنسا بأن قيرينزولا قد كانت المدينة الأكثر تضررا في المقاطعة، مع إعادة الإعمار، فاز الطراز الحديث ضد إمكانية إعادة بناء المباني مع استعادة المواد بين الأنقاض، ومع ذلك، تم احترام محاذاة الطرق، والأروقة الأصلية، وأيضا الكنيسة الرئيسية في المدينة، «اقتراح القديس يوحنا للمعمدان»، والتي دمرت بالكامل في القصف، قد أعيد بناؤها على الطراز الحديث، سواء في الخطوط أو في المواد، من خلال مشروع اثنين من أبطال المخطط المعماري لفترة ما بعد الحرب، كارلو سكاربا وإدواردو ديتي، تم افتتاحه في عام 1966.

## المعالم السياحية الرئيسة
الكنيسة الرومانية للقديس يوحنا المعمدان (القرنين 10 و 12)، يوجد على الجدار الأيمن الخارجي زخرفة مثلثة الشكل، وهي عبارة عن إنتارسيا رخامية على شكل رقعة شطرنج مصنوعة من سربنتين أخضر من براتو والرخام الأبيض.
قلعة من القرون الوسطى، بدأت في عام 1371 من قبل جمهورية فلورنسا وانتهت في عام 1410، وتضم حاليا قاعة المدينة، في حين أن الطابق السفلي هو مقر متحف «بيترا سيرينا» (الحجر النموذجي للمنطقة).
كنيسة إس إس أنونزياتا
دير سان بيترو موشيتا، والذي أسسه جيوفاني غوالبرتو في عام 1034، ويستضيف متحف المناظر الطبيعية التاريخية في أبينينو، الجبل الإقليمي.
كنيسة أبرشية القديس يوحنا المعمدان في كاماجيوري (القرن 13)
المتحف التاريخي الإثنوغرافي.
بقايا فيا فلامينيا بالقرب من ممر فوتا.

## روابط خارجية
- www.firenzuola.info/ نسخة محفوظة 25 يوليو 2017 على موقع واي باك مشين.
- Flaminia Militare